# Завадський Опанас Іванович
Завадський Опанас Іванович (* 6 травня 1871 — †після 1910) — український педагог та хормейстер.

## З життєпису
Співу навчався у Київській приватній співацькій школі. По тому вчився грі на скрипці — у музичному училищі Російського музичного товариства Києва.
Виступав солістом у хорі великої княгині Олександри Петрівни.
У 1887—1889 роках працює регентом хору робітників друкарні С. Кульженка. В часі по тому є помічником регента хору Калішевського Якова.
Був викладачем співу Київського Інституту шляхетних панянок. З 1910 року працював учителем співу та керівником хору 1-ї київської чоловічої гімназії.